# Matões do Norte
Matões do Norte is een gemeente in de Braziliaanse deelstaat Maranhão. De gemeente telt 11.295 inwoners (schatting 2009).